# La Fée maraboutée
La Fée maraboutée est une marque de vêtements française de prêt-à-porter féminin fondée en 1996 à Roanne dans la Loire.

## Histoire
La marque a été créée en 1996 par Jean-Michel Braillard, un ancien boulanger reconverti dans la fabrication de maille. Le nom « La Fée maraboutée » a été choisi par le fondateur lui-même. Initialement spécialisée dans la maille, qui était alors l'identité du Roannais, la marque a progressivement élargi son offre.

## Développement
La première boutique a été ouverte dans la rue piétonne principale de Roanne. Depuis, l'entreprise a connu une expansion significative :
En 2014, La Fée maraboutée possédait 53 boutiques en France et autant à l'étranger.
En 2015, le volume d'affaires était attendu à 50 millions d'euros.
En 2016, la marque employait 300 personnes et affichait un chiffre d'affaires supérieur à 62 millions d'euros.
Fin 2023, la marque comptait 144 points de vente au total : 44 succursales en propre en France (et une en Belgique, deux en Espagne), 66 boutiques affiliées et 31 corners dans l’hexagone et à l’international.

## Stratégie commerciale
La Fée maraboutée a adopté une stratégie de distribution multicanal :
- Un réseau de magasins multimarques (près de 2000 en France)
- Des franchises
- Des magasins en propre

L'entreprise cible principalement le cœur commerçant des villes ou les centres commerciaux haut de gamme. 

## Production
95% de la fabrication est réalisée en Europe, avec une majorité des collections produites en Italie.

## Positionnement
La marque se positionne sur le segment milieu de gamme du prêt-à-porter féminin. Elle s'adresse à une clientèle de femmes actives, élégantes et raffinées, principalement âgées de 30 à 60 ans.

## International
La Fée maraboutée réalise plus d'un tiers de ses ventes à l'international. Après un premier développement en Russie et en Europe de l'Est, la marque a exprimé son intention de conquérir les marchés chinois, moyen-orientaux et d'Asie du Sud.